# VV Leiden
VV Leiden is een voormalige Nederlandse amateurvoetbalvereniging uit Leiden, opgericht op 15 juli 1940. Op 1 juli 2018 fuseerde de club met FC Rijnland tot Sporting Leiden.
Het eerste elftal speelde in het laatste seizoen (2017/18) in de Derde klasse zaterdag van het district West II.

## Algemeen

### Geschiedenis
De club werd op 15 juli 1940 opgericht, waarbij het grootste gedeelte van de leden afkomstig was van de zaterdagafdeling van ASC, de club waarin in 1918 Ajax Leiden was opgegaan. Het meldde zich nog dat zelfde jaar aan als lid van de Leidsche Voetbalbond (LVB). Het hoogste niveau waarop VV Leiden gespeeld heeft is de Tweede klasse KNVB, hierin speelde de club in twee perioden vier seizoenen.
In 1974 sloten de leden van VWS zich aan bij VV Leiden, officieel gebeurde dit middels een fusie, zodat het gedegradeerde VV Leiden kon blijven uitkomen in de 1e klasse van de LVB waarin het de plaats van VWS innam.

### Clubkleuren en tenue
De clubkleuren zijn rood, wit en zwart. Het tenue bestaat uit een shirt met rood-wit verticaal gestreepte banen met eronder een zwarte broek en rode sokken. Hiermee is het tenue op de sokken na gelijk aan dat van Sparta Rotterdam en beroemde Engelse clubs als Southampton en Sunderland.

### Accommodatie
De club speelt op het Sportcomplex Morsch II in het Morsdistrict, welke in 1976 werd betrokken, met de entree aan de Smaragdlaan, waar men de beschikking heeft over 4 voetbalvelden; twee grasvelden en twee moderne kunstgrasvelden.
Op hetzelfde complex heeft ook voetbalvereniging FC Rijnland haar accommodatie. Het hoofdveld van FC Rijnland wordt door v.v. Leiden gebruikt als veld 4.

## Standaardelftal

### Erelijst
Klassekampioen Derde klasse: 1989, 1998
Klassekampioen Vierde klasse: 1987, 2009

### Competitieresultaten 1948–2018
| 6 4A |

| 5 4A |

| 4 4A |

| 2 4A |

| 9 4A |

| 9 4A |

| 8 4A |

| 9 4A |

| 10 4A |

| 5 4A |

| 8 4B |

| 6 4B |

| 9 4B |

| 9 4A |

|  |

|  |

|  |

|  |

|  |

| 7 4B |

| 13 4B |

|  |

|  |

|  |

| 1 4B |

| 5 3A |

| 1 3A |

| 4 2B |

| 10 2B |

| 7 3A |

| 4 3A |

| 11 3A |

| 7 4B |

| 7 4A |

| 4 3A |

| 1 3A |

| 8 2C |

| 10 2C |

| 6 3A |

| 8 3A |

| 8 3A |

| 12 3A |

| 3 4A |

| 12 3A |

| 2 4A |

| 11 3A |

| 1 4A |

| 10 3A |

| 7 3A |

| 11 3B |

| 12 3A |

| 6 4A |

| 6 4A |

| 6 4A |

| 4 4A |

| 10 3A |

| Tweede klasse | Derde klasse | Vierde klasse |

In elke staaf van de grafiek staat van boven naar beneden vermeld: 
- Eindnotering

Dit is de positie die de club heeft bereikt in de competitie, zonder eventuele beslissings-, play-off- of nacompetitiewedstrijden die nodig zijn geweest om bijvoorbeeld de kampioen van de competitie te bepalen.
Indien een * achter het getal staat is de notering een tussenstand en kan het zijn dat de notering niet overeenkomt met de uiteindelijke eindstand van de competitie.
Staat er een - dan is het seizoen nog bezig en is er geen definitieve uitslag bekend.
Staat er xx op de positie van de notering, dan heeft de club vroegtijdig de competitie verlaten. Dit kan onder andere komen door terugtrekking van het team, faillissement van de club of door een uitgedeelde straf van de KNVB. In veel gevallen staat elders in het artikel de reden vermeld.
Staat er een ? dan is het resultaat uit het verleden onbekend, en is alleen de competitie of het niveau bekend van dat seizoen.
In de seizoenen 2019/20 en 2020/21 werd wegens de coronacrisis het amateurvoetbal afgebroken. Daardoor kennen deze staven geen eindklassering (middels -- weergegeven).
- Competitieniveau en afdelingsletter of Officiële eindstand Eredivisie
  - Competitieniveau en afdelingsletter

Hierbij geeft het getal het niveau weer, dat ook terug te vinden is in de legenda. De letter is de afdelingsaanduiding en wordt gebruikt wanneer er meer afdelingen zijn op hetzelfde niveau. De afdelingsletter is altijd een hoofdletter en wordt meestal zonder nummer gebruikt.
Voorbeeld: 2F is niveau 2e klasse competitie F.
Het competitieniveau en nummer wordt niet vermeld wanneer er slechts één competitie van dit niveau was.
  - Officiële eindstand Eredivisie (getal staat tussen haakjes vermeld)

Sinds de introductie van play-offwedstrijden voor Europees voetbal na afloop van de reguliere competitie in 2005/06, is de KNVB verplicht een eindstand van de Eredivisie door te geven aan de UEFA aan de hand van deze play-offwedstrijden.
Bij deze eindstand staan clubs die zich hebben gekwalificeerd voor Europees voetbal hoger dan clubs die zich niet wisten te kwalificeren. Indien er geen verschil was tussen de eindnotering en de officiële eindstand, staat dit getal niet vermeld.

- Onderafdeling

Hier staat afgekort de naam van de onderafdeling indien de club in dat jaar in een onderafdeling uitkwam. Tevens staat deze afkorting in de legenda en wordt gelinkt naar het artikel over deze onderafdeling. Deze afkorting wordt alleen vermeld wanneer de club in het verleden in verschillende onderafdelingen heeft gespeeld. Deze vermelding is in de staaf altijd in kleine letters. Deze onderafdelingen zijn na het seizoen 1995/96 afgeschaft. Heeft de club in slechts één onderafdeling gespeeld, dan is dit alleen terug te vinden in de legenda.
Onder de staaf staat het jaartal vermeld waarin het seizoen is afgesloten. 15 verwijst naar het seizoen 2014/15 of eventueel het seizoen 1914/15.
Wanneer een staaf leeg is, zijn deze gegevens niet bekend. Het kan ook zijn dat de club dat seizoen niet heeft meegespeeld op het hogere amateurniveau, vroegtijdig de competitie heeft verlaten of uit de competitie is gezet.

In het seizoen 1944/45 was er wegens de Tweede Wereldoorlog geen regulier competitievoetbal.

### Bekende (ex-)trainer
- Fred Filippo, maakte als voetballer deel uit van het kampioensteam van AZ '67 (seizoen 1980-1981).

Voormalige clubs: Ajax Leiden · GHC · GOL Sport · LDWS · VV Leiden · VV Leidsche Boys · Oranje Groen · FC Rijnland · UDWS · Unitas Leiden · VNA · VWS · ZLC